# Corythalia ursina
Corythalia ursina är en spindelart som först beskrevs av Cândido Firmino de Mello-Leitão 1940.  
Corythalia ursina ingår i släktet Corythalia och familjen hoppspindlar. Inga underarter finns listade i Catalogue of Life.